# Little Armalite
„Little Armalite“ bzw. „My Little Armalite“ oder auch „Me Little Armalite“ (dt.: „mein kleines Armalite“) ist ein Musiktitel, der zur Irischen Rebellenmusik, einem Subgenre des Irish Folk zu zählen ist. Das Lied rühmt ein Gewehr des Waffenherstellers ArmaLite, das von der Provisional Irish Republican Army (IRA) gegen britische Sicherheitskräfte in Nordirland eingesetzt wurde.
Das Lied entstand zu Beginn der frühen 1970er Jahre, als die IRA moderne Waffen, darunter Gewehre vom Typ AR-180, der halbautomatischen Variante des AR-18 der Firma ArmaLite aus den Vereinigten Staaten von Amerika nach Nordirland schmuggelte.
Inhaltlich berichtet der Text des Liedes von einem IRA-Mitglied, das zunächst durch einen britischen Soldaten beleidigt und mit einem Gewehr geschlagen wird. Durch sein "kleines Armalite-Gewehr" ist er aber in der Lage, sich zu wehren und die britische Armee sowie die Royal Ulster Constabulary (RUC), eine frühere Polizeieinheit in Nordirland, zu bekämpfen, auch wenn diese mit gepanzerten Fahrzeugen ausgerüstet sind. In jeder Strophe des Liedes werden Aktionen der IRA und Hochburgen der IRA besungen, darunter die Falls Road in Belfast und der Bezirk Bogside in Derry.